# Бьяджи, Джузеппе
Джузеппе Бьяджи (Giuseppe Biagi, 2 февраля 1897, Медичина — 1 ноября 1965 года, Рим) — итальянский военный радист, известен участием в экспедиции генерала Нобиле на дирижабле «Италия» к Северному полюсу в 1928 году. После катастрофы дирижабля обеспечивал радиосвязь ледового лагеря с землей.

## Биография
Джузеппе Бьяджи родился в семье сельскохозяйственного рабочего Рафаэле Бьяджи и Вирджинии Натали, в окрестностях Медичины. Когда Джузеппе окончил начальную школу, отец перевез семью в Болонью. В Болонье Джузеппе вместе со своим братом Альфредо торговал сигаретами на вокзале, работал в магазине и в механических мастерских, и при этом продолжал учиться. Тяга к приключениям заставила его отправиться в Римини, чтобы наняться на рыболовное судно, но родители воспрепятствовали этому. 
В шестнадцать лет Джузеппе все же настоял на своем и записался в военный флот. Его направили в школу радиотелеграфистов в Вариньяно-ди-ла-Специя. Уже в качестве радиооператора Бьяджи продолжал службу на линкорах «Джулио Чезаре» и «Конте ди Кавур», на подводных лодках и на гидросамолетах. Во время Первой мировой войны самолет, на котором он находился, упал в море у побережья Албании, и Бьяджи спасся только благодаря своему самообладанию и хорошему умению плавать. В 1918 году Бьяджи перевели в радиоцентр в Риме как специалиста по техническому обслуживанию, а через несколько лет — инструктором в ту же школу в Вариньяно, где он учился сам. После войны он женился на Аните Бучилли, и у них родился сын Джорджио.
В 1928 году Бьяджи вошел в экипаж дирижабля «Италия», который под командованием генерала Нобиле достиг Северного полюса. На обратном пути дирижабль потерпел катастрофу, и выжившие аэронавты оказались на льдине. Бьяджи остался невредим и смог привести в действие уцелевшую резервную радиостанцию. С помощью маломощного коротковолнового передатчика он поддерживал связь с внешним миром до окончания спасательной операции. Интересно, что этот передатчик Бьяджи взял на борт по собственной инициативе, на всякий случай. Пока Бьяджи находился на льдине в «красной палатке», в Италии у него родилась дочь. По возвращении Бьяджи был награжден и повышен в звании, на родине — в Медичине и в Болонье — ему устроили восторженную встречу.
Бьяджи продолжал военную службу. Во время Второй мировой войны он попал в плен к англичанам в Могадишо и вернулся на родину только в 1946 году. В отставке Бьяджи работал на бензоколонке Shell на Остийской дороге. В 1965 году он умер от рака.

## В популярной культуре
В советско-итальянском фильме «Красная палатка» роль Бьяджи исполнил Марио Адорф.